# Marceli Uruski
Marceli Uruski (ur. 1 września 1940 w Teklówce (województwo tarnopolskie), zm. 13 lipca 2000 we Wrocławiu) - elektronik, profesor Politechniki Wrocławskiej.
Za swoją działalność został odznaczony Złotą Odznaką Politechniki Wrocławskiej, Złotym Krzyżem Zasługi oraz Krzyżem Kawalerskim Orderu Odrodzenia Polski.
Marceli Uruski zajmował się zagadnieniami z dziedziny teorii obwodów, publikując w czasopismach krajowych i zagranicznych.
Ze studentami prowadził zajęcia dotyczące:
- Teorii obwodów
- Filtrów cyfrowych
- Teorii pola elektromagnetycznego